# وحيد نديم
وحيد نديم هو لاعب كرة قدم أفغاني في مركز الوسط، ولد في 2 يونيو 1989 في هراة في أفغانستان. شارك مع منتخب أفغانستان لكرة القدم. أما مع النوادي، فقد لعب مع نادي بنك كابل.

## وصلات خارجية
- وحيد نديم على موقع الاتحاد الدولي (مؤرشف)  (الإنجليزية)
- وحيد نديم على موقع قاعدة بيانات كرة القدم.إي يو (الإنجليزية)
- وحيد نديم على موقع ناشيونال فوتبول تيمز (الإنجليزية)